# Mark Hughes (rugby à XIII)
Pour les articles homonymes, voir Hughes et Mark Hughes (homonymie).
Ne pas confondre avec Mark Hughes, footballeur gallois.
Pas d'image ? Cliquez ici

a Compétitions nationales et continentales officielles uniquement.

Mark Hughes est un ancien joueur de rugby à XIII de l'Equipe des Dragons Catalans. Il évolue dans ce club durant la saison 2006 de Super League, au poste de Centre.

## Anciens clubs
- Avant 2001 :
- Saison 2001 : Newcastle Knights
- Saison 2002 : Newcastle Knights
- Saison 2003 : Newcastle Knights
- Saison 2004 : Newcastle Knights
- Saison 2005 : Newcastle Knights
- Saison 2006 : Dragons Catalans